# Shkodra

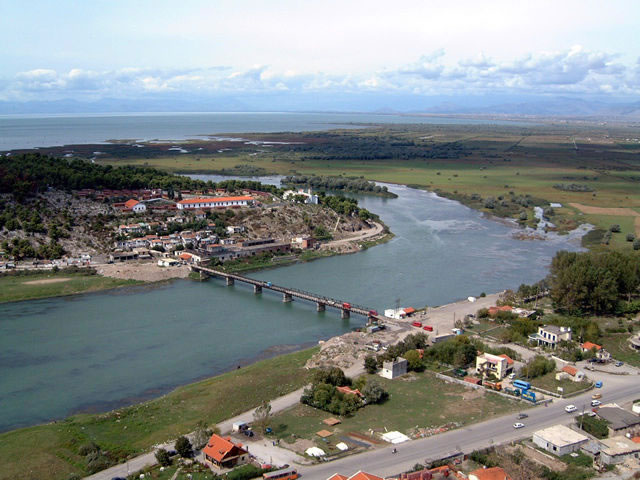
Shkodra látképe a Buna folyóval és a Shkodrai-tóval

Shkodra (görögül: Σκόδρα, aromunul és olaszul: Scutari, szerbül: Скадар vagy Skadar, törökül: İşkodra, régi magyar nevén Szkutari vagy Kadar) város Albánia északnyugati részén, a montenegrói határ közelében, az azonos nevű Shkodra kerület székhelye. Az ország ötödik legnépesebb városa. A kevés történelmi levegőjű albán város egyike, kulturális és gazdasági központ, egyetemi város, katolikus érseki központ.

## Fekvése
Shkodra az Albán-Alpok délnyugati előterében, az 1500-1700 méter magas Cukal-, Maranaj-, Tarabosh- és Sheldi-hegyektől közrezárva, a Balkán-félsziget legnagyobb területű édesvize, a Shkodrai-tó közelében, a Drin, a Buna és a Kir összefolyásánál található.

## Története

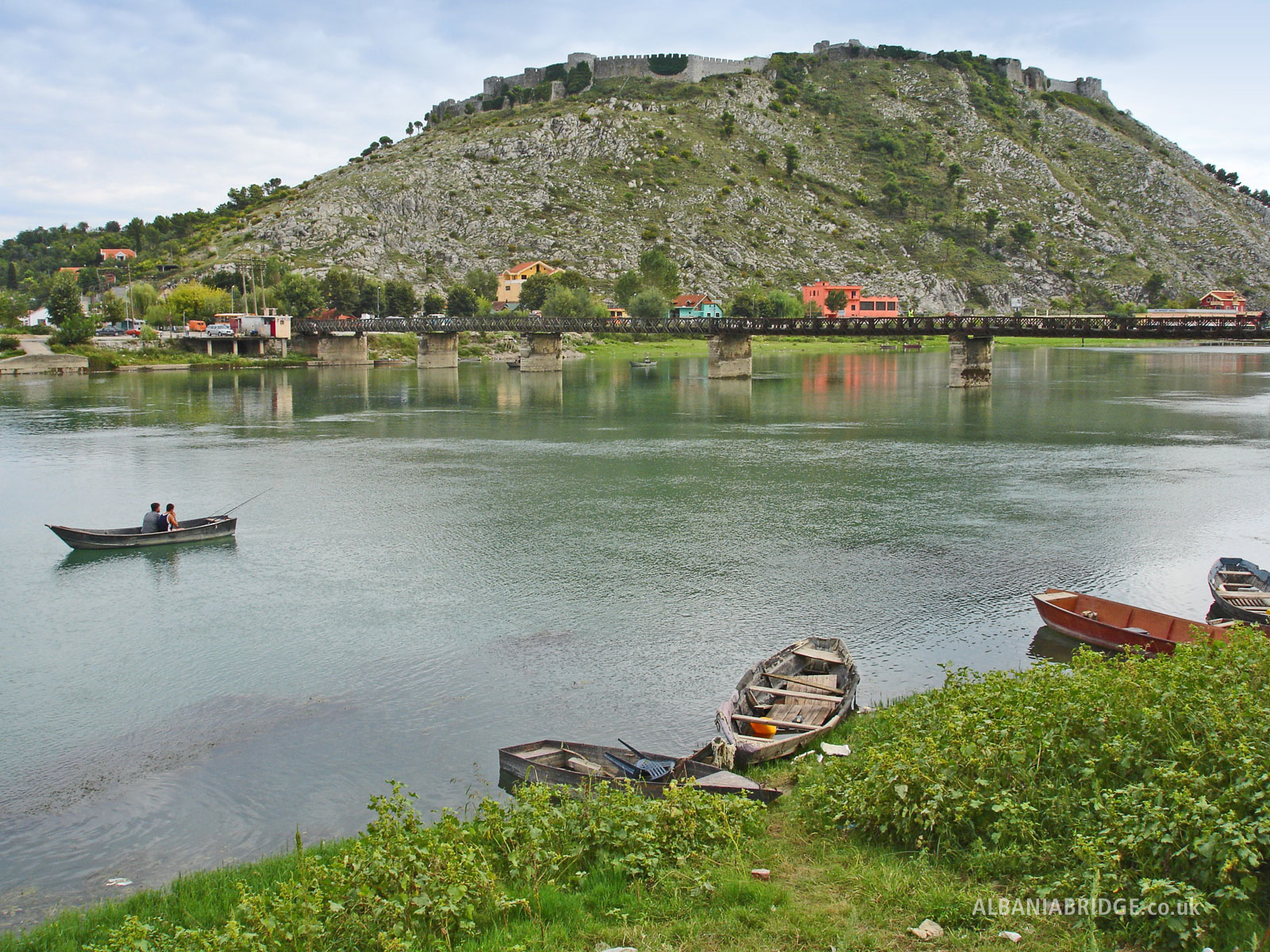
Rozafa várának látképe

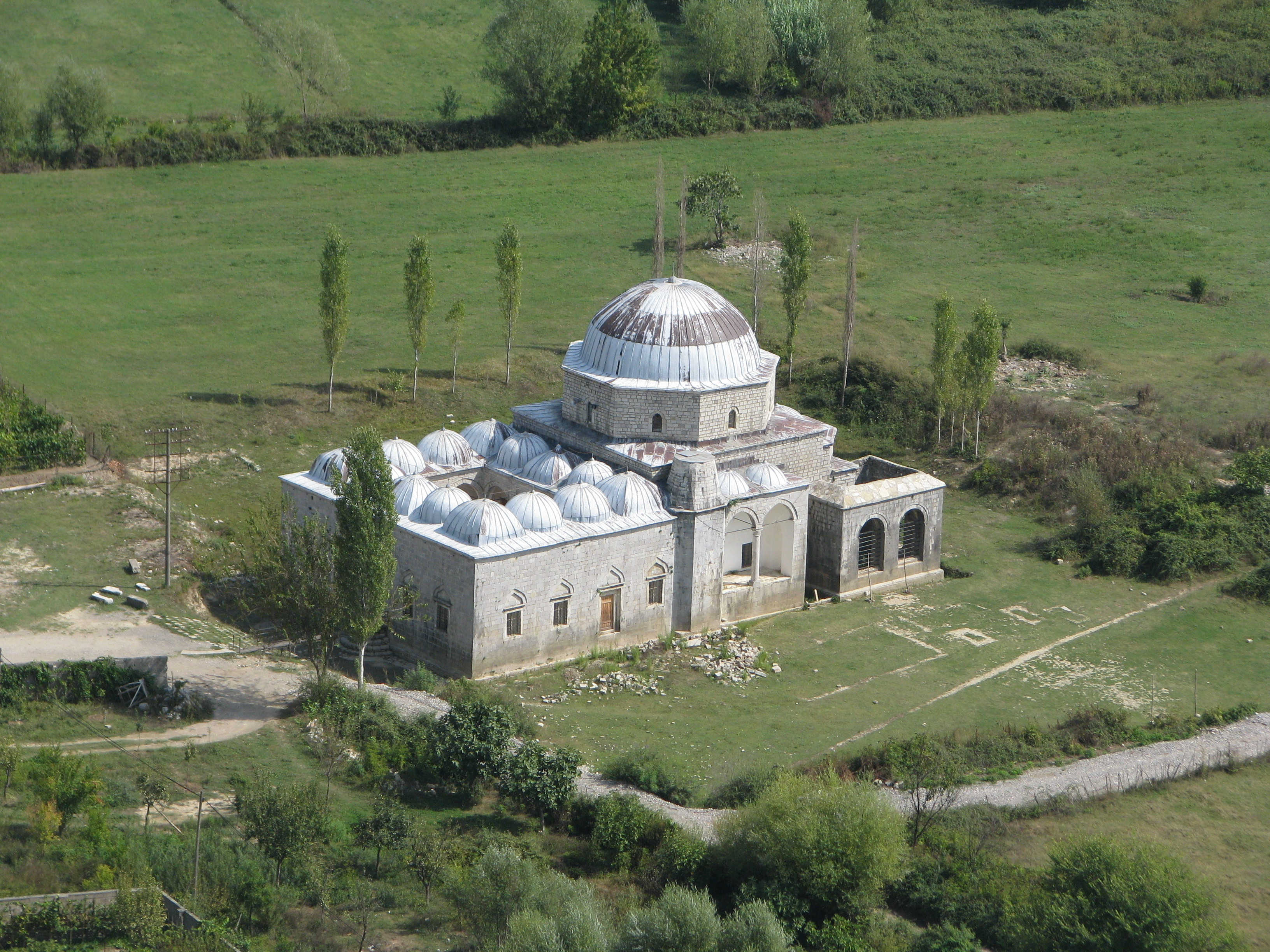
Az Ólom-mecset

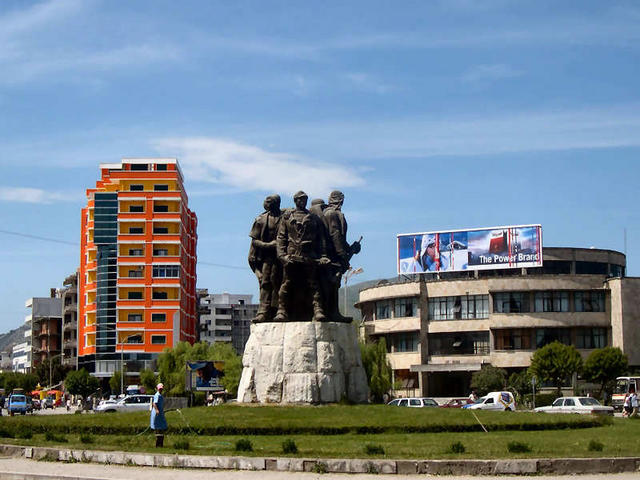
A modern Shkodra városközpontja a hősi emlékművel

A város elődjét Szkodra néven az i. e. 4. század közepén alapították a Drin és a Buna folyók találkozásánál elterülő síkságon, és a labeát törzsbeli illírek koinonjának központi települése volt. Az i. e. 3–2. században az Illír Királyságot irányító ardiaták egyik legfontosabb települése volt, i. e. 168-ban itt győzte le a római hadsereg az utolsó illír királyt, Genthioszt. A római uralom alatt megmaradt illírek lakta városnak, de a 7. században lakói elhagyták addigi településüket, és a korábban akropoliszként használt magaslatot kezdték el benépesíteni.
A Római Birodalom összeomlását követően, a 6. századtól több hullámban szlávok érkeztek a városba, akiknek Hérakleiosz bizánci császár a 7. század első felében átadta a várost és környékét. Scodra az ezt követően megalakult Dukljai Fejedelemség székvárosa lett Skadar (Скадар) néven. A 9. század elején északi szomszédja, a Rác Nagyfejedelemség leigázta Duklját. A nagyfejedelmek a 10. század első felében hűbéruruknak ismerték el a bolgár cárt. Hamarosan azonban Časlav Klonimir nagyfejedelem felszabadította a bizánci és bolgár iga alól a skadari szerbeket. A 10. század második felében ismét dukljai fővárossá váló Skadart Jovan Vladimir több ízben megvédte az albán törzsek támadásaitól. Jovannak azonban hamarosan le kellett mondania Dukljáról, Sámuel bolgár cár javára. A bizánciak később közvetlen fennhatóságuk alá vonták a területet, s az itt kialakított théma élére Konsztantinosz Diogenész sztratégoszt állították. A travuniai Stefan Vojislav űzte el 1040 körül az utolsó sztratégoszt, Theophilosz Erotikoszt és sikeresen tartotta távol a bizánciakat a vidéktől. Skadar ismét az újraéledt Duklja egyik legfontosabb városa lett. Kiélezett hatalmi harcokat követően a város a 12. században a Zetai Fejedelemség része lett, majd ennek 1355. évi megszűnését követően 1360-tól a Balsha család gyakorolta a hatalmat a város felett. 1393-ban foglalták el először a törökök, de három évvel később, 1396-ban az albánok Porta elleni harcát támogató Velencei Köztársaság kezére került a város (olasz nevén Scutari).
Lekë Dukagjini előbb 1474-ben, majd 1478–ban verte vissza II. Mehmed ostromló seregét, de a hősies ellenállás dacára 1479-ben a vár végül oszmán kézre került (török neve İşkodra). A török megszállást követően a lakosság nagy része elmenekült. A 17. században ismét fejlődésnek indult és az İşkodrai szandzsák székhelye lett. Hamarosan Észak-Albánia gazdasági központjaként funkcionált az itt tevékenykedő kézműveseknek – takácsoknak, selyemkészítőknek, fegyverkovácsoknak és ezüstműveseknek – köszönhetően. A Bushati család 1757–1831 közötti uralma alatt İşkodra pasalikközpont lett. Ekkor épültek a sokfelé ma is látható kétemeletes kőházak, a bazár és a közeli Kir folyó fölött ívelő, tizenhárom lyukú, szamárhátú mesi híd (Ura e Mesit). 1788-ban a korábban a montenegrói Cetinjét is bevevő Kara Mahmud Bushati lemészárolta a hozzá érkező osztrák követeket, s jutalmul a szultán kinevezte İşkodra kormányzójává. A Bushatik uralmát követően az ismét szandzsákszékhely város népe több ízben, 1833–1836-ban, 1854-ben, 1861–1862-ben és 1869-ben is fellázadt az oszmán uralom ellen, de mindannyiszor leverték a felkelést. 1867-ben az Üsküpi szandzsákkal egyesülve jött létre az İşkodrai vilajet. A városlakók kivették részüket az albán felszabadítási mozgalom, a Prizreni Liga 1878-as tevékenységéből is. A városlakókból szervezett fegyveres alakulatot bevetették az İşkodrát is fenyegető montenegrói csapatok ellen, Plavë, Gucia, Hot és Grudë védelmében, valamint a már megszállt Ulqin ostromakor.
Az 1815-ös és 1837-es földrengések következményeként a Drin folyása megváltozott, s többször elárasztotta a város középkori városmagját, ezért a modern Shkodra központja innen 2 kilométerre északkeletre alakult ki. A 19. század második felére a város az İşkodrai vilajet központjaként jelentős kereskedelmi és kulturális központtá érett. Mintegy 3500 kereskedésben árulták az 50 ezres lakosú város legfőbb termékeit: ruhát, bőrt, dohányt és puskaport. İşkodra saját kereskedelmi kamarát és nemzetközi postaigazgatóságot állított fel. Obot és Ulqin, később pedig Shëngjin is İşkodra kikötőiként funkcionáltak. Az 1718-ban elsőként megnyílt konzulátus után ez idő tájt mind több ország nyitott követséget a városban. Ekkor alapították a jezsuiták teológiai szemináriumukat, a ferencesek kolostorukat, s 1867-ben katolikus érseki székhely lett a város. Az 1840-es években nyílt meg a Bushati Könyvtár (később a Prizreni Liga tanácskozásainak egyik fő helyszíne), de később katolikus missziók is nyitottak könyvtárakat. 1879-ben itt jelent meg az első, külföldön is terjesztett albán nyelvű hírlap, de nemzeti nyelven írt könyvek egész sora látott napvilágot işkodrai nyomdákban. Irodalmi, tudományos és testedző egyesületek alakultak, közülük a legjelentősebbek a Bashkimi (’Egység’) és az Agimi (’Hajnal’).
Az 1912–1913. évi Balkán-háború során a montenegróiak vették ostromtűz alá a várost. Esat Toptani, a török helyőrség parancsnoka hét hónapig védte, de végül 1913. április 24-én, 10 000 emberét elveszítve át kellett adnia a várost. Május 14-én azonban, a londoni Nagykövetek Tanácsa által hozott döntés értelmében a Montenegrói Királyságnak át kellett engednie Shkodrát Albániának.
Az első világháború során, 1915. június 27-én a montenegróiak ismét megtámadták a várost, de aztán 1916 januárjában az Osztrák–Magyar Monarchia foglalta el Shkodrát, és tette albániai okkupációs zónája bázisává. Őket 1918-ban francia fennhatóság váltotta fel, majd a világháborút követően nemzetközi fegyveres erők állomásoztak a városban egészen 1920 márciusáig, amikor Shkodrát átengedték az albán nemzeti kormánynak. Ugyanazon év második felében a Szerb–Horvát–Szlovén Királyság sikertelen próbát tett a város megszállására. Az 1920-as években Shkodra a demokratikus mozgalom központja lett, s az 1924. évi választást követően az ellenzéki demokraták kerültek többségbe az alkotmányozó nemzetgyűlésben.
A két világháború közötti időszakban Shkodra ipara lassú fejlődésnek indult, kisebb élelmiszer-, textil- és cementipari üzemegységek létesültek. Tizenöt év alatt, 1938-ra a város lakossága 20 000-ről 29 000-re nőtt. Katolikus érseki központ lévén számos egyházi iskola nyílt a városban, de az első albán világi iskolát (1913) és középiskolát (Állami Gimnázium, 1922) is itt alapították.
A második világháború után a lerombolt Shkodrát újjáépítették, a korábbi szűk utcákat és alacsony házakat javarészt felváltották a szélesebb utak és a lakótelepek. A kommunista érában a város már meglévő könnyűiparát továbbfejlesztették. 1990-1991-ben a kommunista diktatúra elleni felkelés egyik központja volt Shkodra. Az 1990. január 11-ei 3000 fős tüntetés során megkísérelték a Sztálin-szobor ledöntését, s a szervezők letartóztatása további tüntetésekre sarkallta a shkodraiakat (egy demonstráció során négy ember vesztette életét). Ugyanazon év december 13-án a felkelők megostromolták a shkodrai pártházat. Évekkel később, az egyre nehezebbé és bizonytalanabbá váló gazdasági és politikai helyzettel, 1998. február 22–24-én kormányellenes fegyveresek átmenetileg elfoglalták a várost.

## Gazdaság
A város műszer-, elektronikai, textil- és élelmiszeripara jelentős. A helyiek egyik fő bevételi forrása az egyre élénkülő turizmus.

## Kultúra
Shkodra jelentős felsőoktatási tanintézményei a Tanárképző Főiskola és az 1992-ben alapított Luigj Gurakuqi Egyetem. A városi könyvtár állományában több mint 250 ezer kötetet tartanak nyilván. Egyéb számottevő művelődési intézményei a Művészek és Írók Egyesülete, a Migjeni Színház, a Szépművészeti Galéria és a Történeti Múzeum.

## Látnivalók
A város legfőbb nevezetessége az illír időkre datálható, de mai alakjában középkori Rozafa vára (Kalaja e Rozafës), a várhegy aljában elterülő 18. századi bazár és az Ólom-mecset (Xhamia e Plumbit). A vár felépítéséhez a magyar Kőműves Kelemen balladájával rokon legenda kötődik: a három kőműves fivérnek be kellett falaznia a legkisebb fiú feleségét, Rozafát, hogy amit nappal felépítenek, éjszaka ne omoljon le. A modern városközpontban megtekintésre érdemes az ország legnagyobb katolikus istenháza, a Szent István-székesegyház. Ugyancsak itt található az ország legnagyobb stadionja, a Loro Boriçi Stadion.